# Christoph Schaub

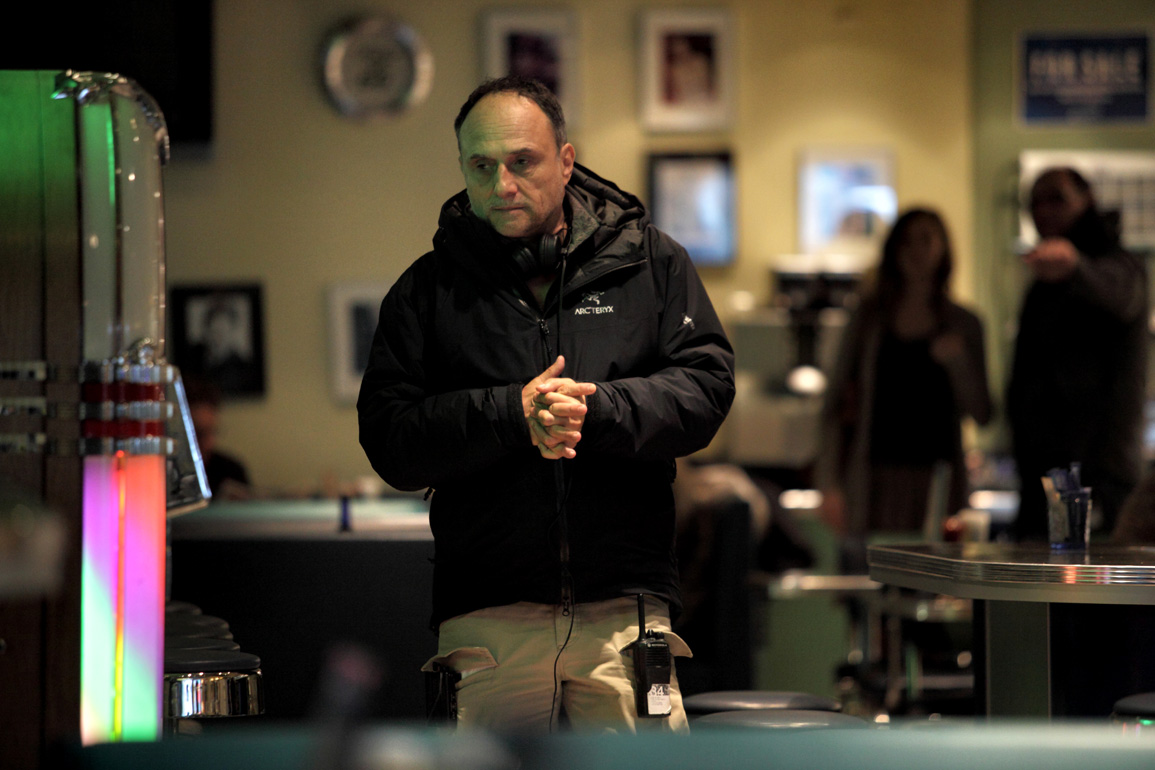
Christoph Schaub (2011)

Christoph Schaub (* 1958 in Zürich) ist ein Schweizer Filmautor, Dokumentar- und Filmregisseur.

## Leben
Nach der Matura Typus B in Zürich begann Christoph Schaub ein Germanistikstudium, das er zu Gunsten der Filmwelt abbrach. Als Mitbegründer der Mediengenossenschaft Videoladen Zürich betätigte er sich als Filmeditor, Kameramann und Regieassistent bei vielen Projekten in den 1980er Jahren. 1988 entstand die Produktionsfirma Dschoint Ventschr, aus der sich Schaub 1992 zurückzog. Ein Jahr später initiierte er mit Gleichgesinnten das Kino Morgental in Zürich. Er war Mitbegründer der Neugass Kino AG, die 1998 das Kino RiffRaff bauten und die Kinos Bourbaki (2007) in Luzern übernahmen. Von der Gründung 1996 an bis 2018 war er Präsident des Verwaltungsrats. 1996 begann sein Engagement als freiberuflicher Dozent u. a. an der Hochschule der Künste in Zürich. An der Expo 02 leitet er die filmischen Projekte der Ausstellung «ONOMA». Im 2018 widmen die 53. Solothurner Filmtage die «Rencontre» dem Regisseur Christoph Schaub. Mit fast 30 Spiel- und Dokumentarfilmen gehört der Zürcher seit Jahrzehnten zu den prägenden Figuren des Schweizer Films.
Sein erster Spielfilm Wendel wird 1987 von der Kritik gefeiert und Dreissig Jahre wird im Wettbewerb des Internationalen Festivals von Locarno selektioniert. Mit seinem dritten Spielfilm Am Ende der Nacht wird er nach Cannes an die Quinzaine des Réalisateurs eingeladen. Stille Liebe bildet den Auftakt zu einem auf grösseres Publikum abzielendes Schaffen. Seine Filmkomödie Sternenberg, die 2004 eigentlich als Fernsehproduktion produziert wurde, erreichte in der Kinovermarktung durch Buena Vista International über 120'000 Zuschauer. Der Erfolg ermöglichte ihm 2005 die zweisprachige (Schweizerdeutsch/Französisch) Komödie Jeune Homme. 2008 folgte sein Spielfilm Happy New Year, ein Episodenfilm, der fünf Geschichten am Weihnachtsabend parallel erzählt. 2009 realisierte Christoph Schaub die Komödie Giulias Verschwinden nach einem Drehbuch von Martin Suter und den Hauptdarstellern Corinna Harfouch und Bruno Ganz. Er gewann damit u. a. den Publikumspreis am Internationalen Filmfestival von Locarno. Giulias Verschwinden wurde der erfolgreichste Schweizer Film 2009. 2012 hatte Nachtlärm, eine Koproduktion mit X Filme Creative Pool ebenfalls Premiere auf der Piazza Grande in Locarno.
Ab Mitte der 90er-Jahre dreht Schaub Dokumentarfilme über Architektur. Den ersten Architekturfilm Il girasole: una casa vicino a Verona entwickelt er mit einem befreundeten Architekten. Es entstehen weitere Filme über Architektur und Bauwerke unter anderem von Peter Zumthor, Gion A. Caminada, Santiago Calatrava, Herzog & de Meuron. Christoph Schaub treibt beim Thema Architektur die Herausforderung an, den Raum so zu inszenieren, dass er eine narrative Interpretation erfährt. 2008 schloss Christoph Schaub in Zusammenarbeit mit Michael Schindhelm die Langzeitbeobachtung zum National Stadium in Peking der Architekten Herzog & de Meuron ab. Der Film Bird’s Nest – Herzog & de Meuron in China stiess weltweit auf grosses Interesse. In Architektur der Unendlichkeit ergründet Schaub gemeinsam mit den Architekten Peter Zumthor, Peter Märkli und Alvaro Siza Vieira, den Kunstschaffenden James Turrell und Cristina Iglesias und dem Schlagzeuger Jojo Mayer die Magie sakraler Räume. Er gewann damit den Prix Du Meilleur Film am Festival International du Film sur l'Art / 38e FIFA / 2020. Sein Film E.1027 - Eileen Gray and the House by the Sea wurde beim DOK.fest München 2024 in der Hauptkategorie gezeigt.
Christoph Schaub arbeitete im Stiftungsrats der Swiss Films und der Zürcher Filmstiftung mit. Er ist Mitglied der Schweizer Filmakademie, der European Film Academy (EFA) und der Asian Pacific Screen Academy (APSA).

## Filmografie (Auswahl)
- Diverse Interventionsvideos, 1980–1984
- Nachwuchs – Zürcher Teddyszene, 1982, mit Marcel Müller, Dokumentarfilm, 45', Video
- Keine Zeit sich auszuruhen – AJZ im Herbst 81, 1982 mit Thomas Krempke, Dokumentarfilm, 35', Video
- KOKON, Kollektivarbeit, Dokumentarfilm, 12', Video
- 1 Lovesong, 1984, mit Thomas Krempke, Dokumentarfilm, 17', Video
- Wendel, 1987, Spielfilm, 58', 16 mm
- Dreissig Jahre, 1989, Spielfilm, 88', 35 mm
- Am Ende der Nacht, 1992, Spielfilm, 88', 35 mm
- Il girasole: una casa vicino a Verona, 1995, Dokumentarfilm, 17', 35 mm
- Rendez-vous im Zoo, 1995, Dokumentarfilm, 82', 16 mm und 35 mm
- Lieu, Funcziun e furma – L'architectura da P. Zumthor e Gion Caminada, 1996, Dokumentarfilm, 24', Beta-SP
- Cotgla alva – Weisse Kohle, 1997, Dokumentarfilm, 24', TV
- Einfach so, 1997, Kurzspielfilm (Teil des Kinospielfilms Blind Date), 13', 35 mm
- Il project Vrin – Das Vrin-Projekt, 1999, Dokumentarfilm, 48', Beta-SP
- Die Reisen des Santiago Calatrava, 1999, Dokumentarfilm, 77', 35 mm
- Die Kunst der Begründung – Jürg Conzett Dipl.-Ing., 2001, Portrait, 15', TV
- Der Wechsel der Bedeutungen – Architekten Meili, Peter, 2001, Portrait, 15', TV
- Stille Liebe, 2001, Spielfilm, 90'
- Der zweite Horizont, 2002, Dokumentarfilm, 48', TV
- Sternenberg, 2004, Spielfilm, 88'
- Jeune Homme, 2006, Spielfilm, 98', 35 mm
- Bird’s Nest – Herzog & de Meuron in China, 2008, Dokumentarfilm, 87'
- Happy New Year, 2008, Drama, 94'
- Giulias Verschwinden, 2009, Komödie, 85'
- Nachtlärm, 2012, Beziehungsdrama, 94'
- Millions can Walk, 2014, Dokumentarfilm, 91'
- Stöffitown, 2015, Drama, 91'
- Amur senza fin, 2018, Komödie, 90'
- Architektur der Unendlichkeit, 2018, Dokumentarfilm, 85'
- E.1027 - Eileen Gray and the House by the Sea, 2024, Dokumentarfilm, 89' (mit Beatrice Minger)

## Auszeichnungen
- Sein Film Millions Can Walk wurde auf dem Indischen Filmfestival Stuttgart 2014 mit dem German Star of India – Bester Dokumentarfilm ausgezeichnet.